# Hacride
Hacride est un groupe de metalcore djent et avant-gardiste français, originaire de Poitiers.

## Biographie
Le groupe est formé en 2001 à Poitiers, et pratique à l'époque un death metal technique influencé par des groupes à la frontière du death metal tels Meshuggah et Strapping Young Lad. En 2003, le groupe enregistre sa première démo intitulée Cyanide Echoes et produite par Matthieu Metzger. Le groupe est alors constitué de Samuel Bourreau (également guitariste de Mistaken Element) au chant, Adrien Grousset à la guitare, Benoist Danneville (ex-Latrodectus) à la basse et Olivier Laffond à la batterie. Il intègre bientôt le collectif Klonosphere qui comprend les groupes Klone, Anthurus d'Archer, Mistaken Element, Trepalium et Grotesque Through Incoherence. Cela lui permet alors de décrocher des premières parties de concerts, pour Gojira et Loudblast notamment. 
En 2005, le groupe apparaît sur la compilation Revolution Calling du label Listenable Records avec le morceau The Daily Round. La même année, le groupe sort son premier album sur le même label, Deviant Current Signals, enregistré par Franck Hueso. Hacride part ensuite sur les routes de France et de Suisse lors des tournées Deviant Tour I and II. Le groupe joue entre autres lors de la VS Fest II à la Loco à Paris le 28 mai 2006. Le deuxième album du groupe, Amoeba, sort en février 2007. Cet opus est enregistré à L'Autre Studio, coproduit par le groupe et Frank Hueso, et son mastering est confié à Pierre Bouquet. Il inclut notamment un morceau mélangeant flamenco et metal, Zambra, qui n'est autre qu'une reprise du groupe Ojos de Brujo, interprétée avec des musiciens de ce groupe. Hacride sort son troisième album en 2009, Lazarus. L'album est enregistré au Loko Studio en Normandie, avec les producteurs Franck Hueso et Marc Casanova. 
Après de longues sessions en studio, c'est en avril 2013 que sort le dernier opus du groupe, Back to Where You've Never Been, peu de temps après avoir révélé sur YouTube le titre Overcome, le 15 mars de la même année. Franck Hueso, sous le nom de Carpenter Brut, invite le guitariste Adrien Grousset et le batteur Florent Marcadet à l'accompagner dans ses concerts et sur l'album Leather Teeth.

## Membres

### Membres actuels
- Benoist Danneville - basse (depuis 2001)
- Adrien Grousset - guitare (depuis 2001)
- Florent Marcadet - batterie (depuis 2012)
- Luis Roux - chant (depuis 2012)

### Anciens membres
- Olivier Laffond - batterie (2001–2010)
- Samuel Bourreau - chant (2001–2012)
- Michael « Mike » Roponus - batterie (2010–2012)

## Clips vidéos
- The Daily Round
- Perturbed
- Overcome